# Wierzbownica okółkowa
Wierzbownica okółkowa (Epilobium alpestre (Jacq.) Krock.) – gatunek rośliny należący do rodziny wiesiołkowatych.

## Rozmieszczenie geograficzne
W Europie występuje na większej części kontynentu (brak jej na Półwyspie Skandynawskim, na Wyspach Brytyjskich, Islandii, w Portugalii, Grecji, Austrii, Białorusi). W Polsce  występuje tylko w Sudetach i w Karpatach.

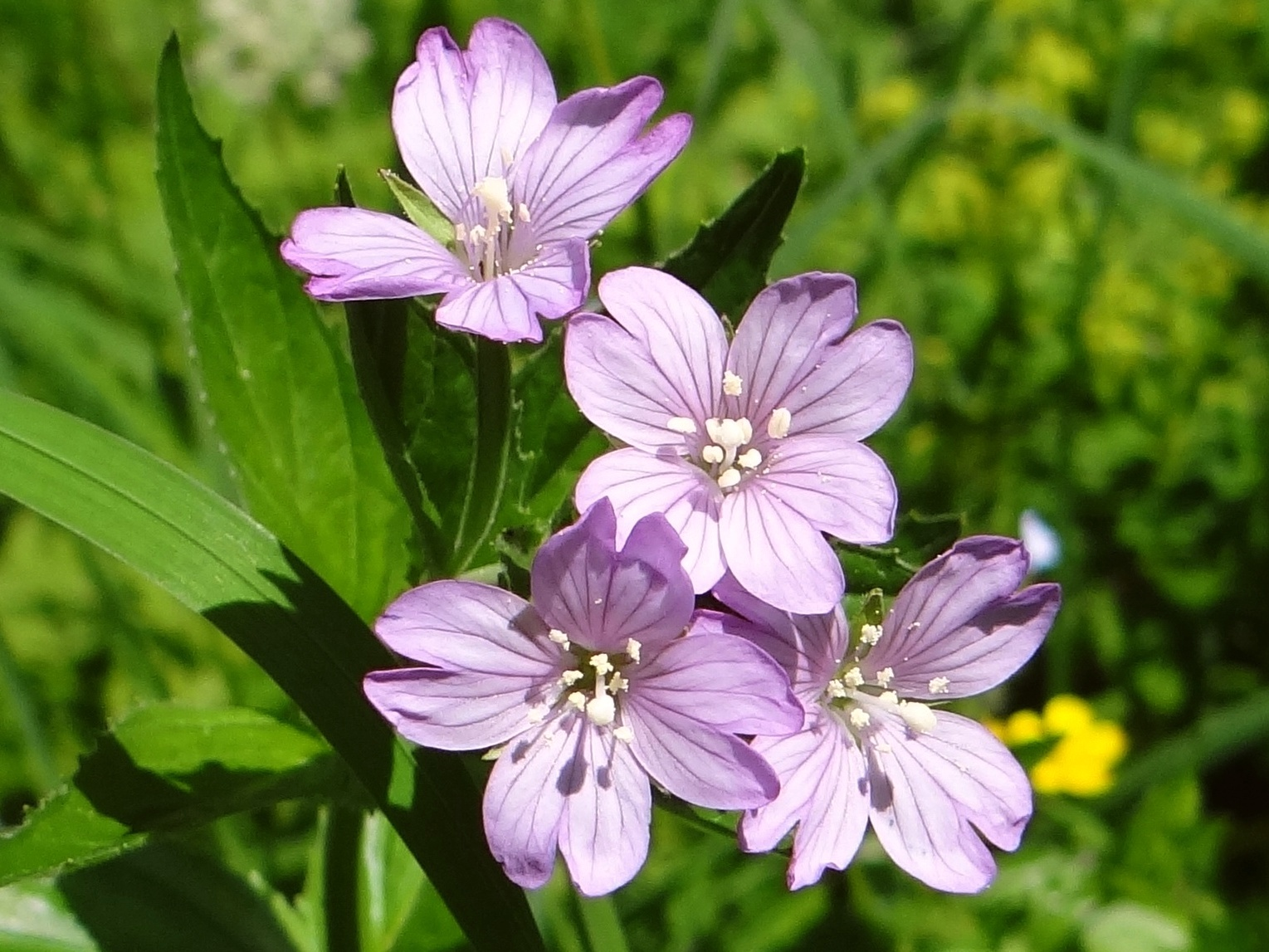
Kwiaty

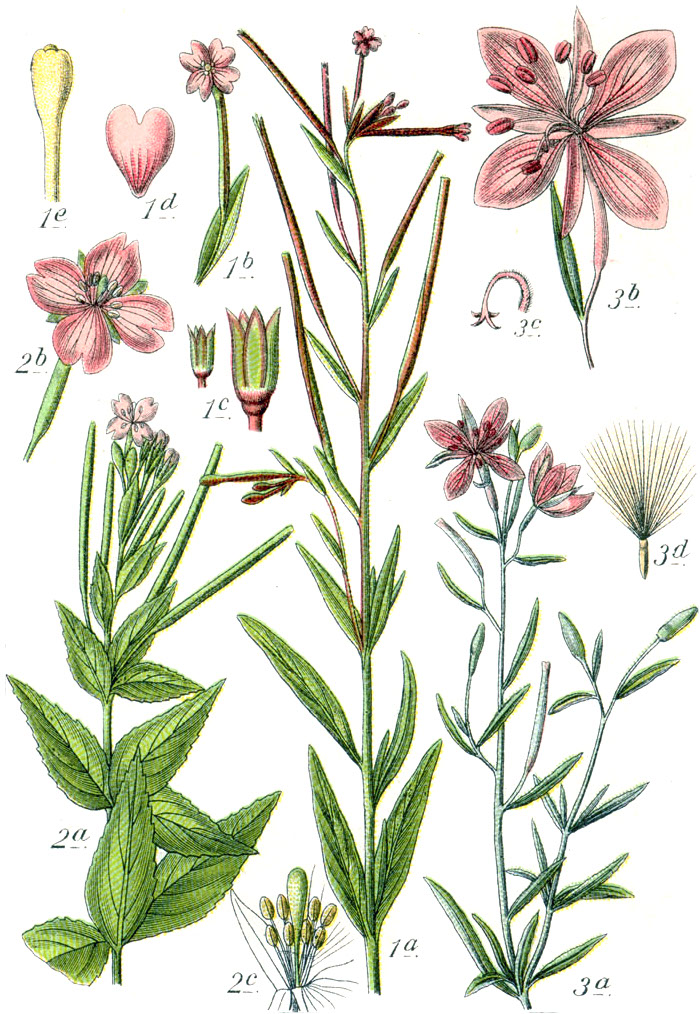
Morfologia (nr 2)

## Morfologia
ŁodygaWzniesiona, pojedyncza i zazwyczaj nie rozgałęziająca się, o wysokości 30–90 cm. Od kątów liści zbiegają po niej 2–4 linie. W dolnej części jest naga, górą przylegająco owłosiona. Roślina wytwarza pod ziemią mięsiste rozłogi pokryte łuskowatymi liśćmi. Również nasada łodygi pokryta jest łuseczkowatymi liśćmi.
LiścieW środkowej części łodygi liście zebrane w okółki po 2–4, najczęściej po 3. W górnej części łodygi ulistnienie naprzeciwległe. Liście mają szeroką nasadę, od której równomiernie zwężają się do spiczastego końca, czasami mają jajowatoeliptyczny kształt. Brzegi blaszki liściowej ostro ząbkowane.
KwiatyRóżowofioletowe o długości 8,5–15 mm, Mają 4 wcięte płatki korony, 4 działki kielicha, kilka pręcików i 1 słupek o pałeczkowatym znamieniu. Znamię to jest krótsze od szyjki, niepodzielone, co odróżnia ten gatunek od podobnej wierzbownicy białoróżowej, która ma znamię też pałeczkowate, ale na wierzchołku podzielone. Pączki kwiatowe zaostrzone.
OwocNasiona brodawkowane.

## Biologia i ekologia
Bylina. Kwitnie od lipca do sierpnia. Występuje w górach, od regla dolnego po piętro alpejskie, głównie w źródliskach, ziołoroślach i na wilgotnych miejscach.

## Zmienność
Tworzy mieszańce z w. błotną (E. palustre). wierzbownicą górską (E. Montanum), w. mokrzycową (Epilobium alsinifolium). w. rózgowatą, (E. obscurum).